# Емир Кустурица
Емир Кустурица (на сръбски: Emir Kusturica) е сръбски режисьор, актьор, музикант (композитор, китарист) от Югославия, Босна и Херцеговина, Сърбия.
Избран е за член на Академията на науките и изкуствата на Република Сръбска. Член е на фолк рок групата The No Smoking Orchestra.

## Биография
Роден на 24 ноември 1954 г. в Сараево, СР Босна и Херцеговина, СФРЮ. Родителите му са бошняци атеисти (в съответствие с комунистическите принципи) и не изповядват характерния за етноса ислям. Самият той след разпада на Югославия започва да се идентифицира като югославянин и се покръства, като приема православието под името Неманя през 2005 г.
Още като ученик в средното училище снима късометражни филми, за които е награждаван. Завършва филмова режисура в известната Филмова академия в Прага (FAMU).
Неговият студентски филм „Герника“, сниман по новелата на сръбския писател Антоние Исакович, печели награда на Фестивала на студентския филм в Карлови вари през 1978 г. По време на следването си режисира 2 късометражни филма: „Една част от истината“ и „Есен“.
След дипломирането си Кустурица се връща в Босна и Херцеговина, където започва професионална кариера в Телевизия Сараево. Първият му филм „Невестите пристигат“ (Nevjeste dolaze) (1979), предизвиква доста противоречия, след което бива забранен, поради „неприкрито третиране на сексуални табута“. По-голям късмет има със следващия телевизионен филм „Бюфет Титаник“ (Bife Titanik) (1980) по едноименния разказ на нобелиста Иво Андрич, като с него печели наградата за режисура на Телевизионния фестивал в Порторож (Словения).
В областта на дългометражния игрален филм дебютира със „Спомняш ли си Доли Бел“ (Sjećaš li se Dolly Bell) (1981), по сценарий на Абдулах Сидран. За този филм Кустурица е награден със Златен лъв на Филмовия фестивал във Венеция, както и с наградите FIPRECI, AGIS и CIDLAC на Фестивала на югославския игрален филм в Пула (1981).
Своя талант показва и в следващия си филм „Баща в командировка“ (Otac na službenom putu) (1985), отново по сценарий на Абдулах Сидран. Тази творба донася на Кустурица Златна палма на Филмовия фестивал в Кан и номинация за наградите на Американската филмова академия „Оскар“ за най-добър филм от неанглоезична страна. Награден е и на фестивали в бивша Югославия: на Фестивала на югославския игрален филм в Пула e награден със „Златна арена“ за режисура и наградата „Елен“ (1985), а международната критика му дава Голямата награда за най-добър филм за 1985 г.
През 1989 г. Кустурица, отново на Филмовия фестивал в Кан, е награден за режисура на филма „Дом за бесене“ (Dom za vješanje), показан в България под заглавие „Циганско време“. За същия филм печели и специалната награда на Роберто Роселини.
Емир Кустурица е преподавал режисура в Академията за сценично изкуство в Сараево и в Колумбийския университет в Ню Йорк. Там неговият студент Дейвид Аткинс му показва сценарий, от който бива създаден първият филм на Кустурица на английски език – „Аризонска мечта“ (Arizona Dream) (1993) с Фей Дънауей, Джони Деп и Джери Луис в главните роли. Филмът е награден със „Сребърна мечка“ и Специалната награда на журито на Филмовия фестивал в Берлин през 1993 г.
Следващият му филм „Ъндърграунд“ (Underground) (1995) му донася втора Златна палма на Филмовия фестивал в Кан.
През 1998 г. Емир Кустурица създава романтичната комедия из живота на циганите „Черна котка, бял котарак“ (Crna mačka beli mačor), за която получава „Сребърен лъв“ на фестивала във Венеция през 1998 г.
През 2003 г. Кустурица завършва филма „Когато животът беше чудо“ (Kad je život bio čudo), който в английския вариант се казва „The Hungry Heart“ („Гладно сърце“), както е било работното му заглавие при снимането на филма. Действието се развива по време на последната война в Босна и Херцеговина: противници отвличат сина на главния герой Лука, който решава да го размени за пленена босненка. Завръзката във филма става, когато Лука се влюбва в пленничката си.
Кустурица се проявява и в областта на музиката: в рок-групата „Пушенето забранено“ (Zabranjeno pušenje) е свирил като бас-китарист, а сега свири като китарист с променения състав с английско име „No Smoking Orchestra“. Заедно обикалят света и изнасят концерти под името Emir Kusturica & No Smoking Orchestra.
През 2005 г. Кустурица приема православието. В края на ноември 2024 той обявява в Москва, че ще поиска руско гражданство.

## Филмография

### Като режисьор
| година | филм                       | оригинално заглавие                             | бележки           |
| ------ | -------------------------- | ----------------------------------------------- | ----------------- |
| 1978   | Герника                    | Guernica (Герника)                              | късометражен филм |
| 1978   | Невестите пристигат        | Nevjeste dolaze (Невјесте долазе)               | ТВ филм           |
| 1979   | Бюфет Титаник              | Bife Titanik (Бифе Титаник)                     | ТВ филм           |
| 1981   | Спомняш ли си, Доли Бел?   | Sjećaš li se Dolly Bell                         |                   |
| 1984   | Не е човек, който не умира | Nije čovjek ko ne umre                          | ТВ филм           |
| 1985   | Баща в командировка        | Otac na službenom putu (Отац на службеном путу) |                   |
| 1988   | Циганско време             | Dom za vešanje (Дом за вешање)                  |                   |
| 1993   | Аризонска мечта            | Arizona Dream                                   |                   |
| 1995   | Ъндърграунд                | Podzemlje (Подземље)                            |                   |
| 1996   | Някога беше държава        | Bila jednom jedna zemlja                        | ТВ сериал         |
| 1997   | Вълшебният автобус         | Magic Bus                                       | късометражен      |
| 1998   | Черна котка, бял котарак   | Crna mačka, beli mačor (Црна мачка бели мачор)  |                   |
| 2001   | Супер 8 истории            | Super 8 Stories                                 | документален филм |
| 2004   | Когато животът беше чудо   | Život je čudo (Живот је чудо)                   |                   |
| 2007   | Завет                      | Zavet (Завет)                                   |                   |
| 2008   | Марадона                   | Maradona (Марадона)                             | документален филм |
| 2014   | Разговори с богове         | Words with Gods                                 | антология филм    |
| 2016   | На млечния път             | On the Milky Road (На млечном путу)             |                   |
| 2018   | Ел Пепе, върховен живот    | El Pepe, una vida suprema                       | документален      |